# Christof Leim

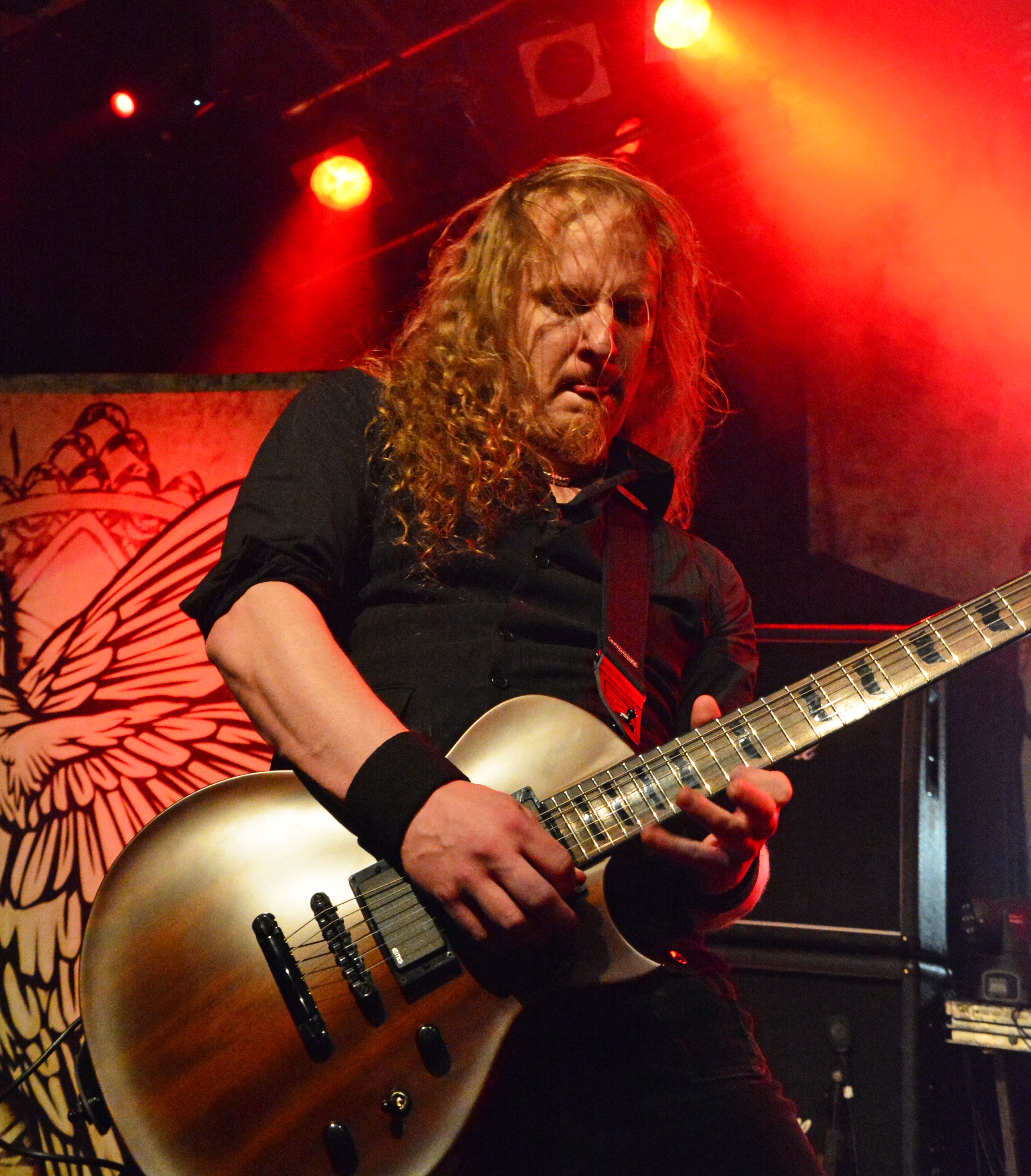
Christof Leim (2013)

Christof Leim (* 29. April 1974) ist ein deutscher Gitarrist, Journalist und Autor. Er spielt in den Bands The New Black und Heavysaurus, war Gitarrist bei Sinner und Motorjesus, zudem arbeitete er als Chefredakteur des Magazins Metal Hammer.

## Werdegang
Leim begann im Alter von 15 Jahren mit dem Gitarrespielen. Zu seinen Haupteinflüssen zählt er Angus Young von AC/DC, Zakk Wylde, James Hetfield und Kirk Hammett von Metallica sowie Dave Sabo und Scotti Hill von Skid Row. Nachdem er über Jahre in lokalen Bands gespielt hatte, schloss er sich 2005 der Rockband The Traceelords an und spielte auf deren letzten Album The Ali of Rock. Kurz vor deren Auflösung wechselte Leim zur Band Sinner, mit denen er die Alben Mask of Sanity, Crash & Burn, One Bullet Left und Touch Of Sin 2 aufnahm. Im Jahre 2008 gehörte er zu den Gründungsmitgliedern der Band The New Black, die bislang vier Studioalben veröffentlicht hat. Seit 2017 spielt er in der Figur des Riffi Raffi die Gitarre für die Kinder-Metalband Heavysaurus und arbeitet in Konzertproduktion & Management der deutschen Livebesetzung mit.
Seit 1998 arbeitet Christof Leim als Musikjournalist. Nach einem Praktikum beim Magazin Metal Hammer war er dort freier Mitarbeiter, nach Abschluss eines Physikstudiums mit Diplom (2001) dann fester Redakteur von 2001 bis 2005. Danach wechselte Leim zu Nuclear Blast und wurde Chefredakteur des von der Plattenfirma herausgegebenen Magazins Blast!. Nach kurzer Zeit kehrte er jedoch zum Metal Hammer zurück und war vom 1. Januar 2010 bis Ende 2011 Chefredakteur. Außerdem schrieb und schreibt Leim für die Magazine UDiscover, guitar, Guitar Dreams, Rocks, Rolling Stone und Classic Rock sowie für Die Welt, Welt am Sonntag, WAZ und B.Z.
Von November 2017 bis November 2020 produzierte er die tägliche Kolumne „Zeitsprung“ mit Musikgeschichten für den Blog uDiscover. Im November 2021 startete der dazugehörige „uDiscover-Podcast – Stories, Rock & Popkultur“, den Leim gemeinsam mit dem Journalisten Tobi Wienke produziert und moderiert.
Mit dem Spoken-Word-Programm Rock Stories („Die besten Krach- und Lachgeschichten aus 100 Jahren Rock’n’Roll“) steht er seit 2018 auf der Bühne, 2023 folgte das Bühnenprogramm Music & Crime über wahre Verbrechen in der Musikwelt. Im Februar 2022 erschien im riva Verlag Leims erstes Buch „101 Rock Stories: Anekdoten, Exzesse und wilde Geschichten“, im November 2024 erschien ebenfalls im riva Verlag das Buch "66,6 Metal Stories: Chaos, Kult & Kirchenbrand", geschrieben zusammen mit Andrea Leim.
Christof Leim arbeitet als Freier Journalist, Musiker, Musik-Manager, Moderator, Übersetzer, Lektor und Dozent für Musik & Medien.

## Schriften
- 101 Rock Stories, Riva Verlag, München 2022, ISBN 978-3-7423-1945-6.

## Diskografie
| mit The New Black mit Heavysaurus | mit Sinner - 2007: Mask of Sanity - 2008: Crash & Burn - 2011: One Bullet Left - 2013: Touch of Sin 2 | mit The Traceelords - 2006: The Ali of Rock |